# Surahammars kommun
59°42′N 16°13′Ø / 59.700°N 16.217°Ø
Surahammar kommune ligger i landskapet Västmanland i länet Västmanlands län i Sverige. Kommunens administrationscenter ligger i byen Surahammar, ca. 20 km nordvest for Vesterås.
Kolbäcksån og Strömsholms kanal løber gennem kommunen, og dens byer har stationer på jernbanelinjen. Bergslagspendeln

## Byer
Surahammar kommune har tre byer.
Indbyggere pr. 31. december 2005.
| #  | By         | Indbyggere |
| -- | ---------- | ---------- |
| 1. | Surahammar | 6.276      |
| 2. | Virsbo     | 1.587      |
| 3. | Ramnäs     | 1.489      |

## Eksterne kilder og henvisninger
- ”Kommunarealer den 1. januar 2012” (Excel). Statistiska centralbyrån.
- ”Folkmängd i riket, län och kommuner 30 juni 2012”. Statistiska centralbyrån.

- Wikimedia Commons har flere filer relateret til Surahammars kommun